# Богосавац, Мирослав
Мирослав Богосавац (серб. Мирослав Богосавац; род. 14 октября 1996, Сремска-Митровица, Воеводина) — сербский футболист, защитник клуба «Ахмат».

## Карьера
Мирослав является воспитанником футбольного клуба «Партизан», в котором занимался с 12 лет. В 2013 году подписал трёхлетний контракт, а 14 августа был отдан в аренду в «Телеоптик». За два года сыграл 46 матчей и забил три гола. Летом 2015 года вернулся в родной клуб, и 25 июля дебютировал в основном его составе в мате против «Ягодины». Спустя всего лишь 2 месяца после возвращения вновь убыл на правах аренды в «Телеоптик».
В стан чёрно-белых Богосавац вернулся в конце 2015 года. Практически сразу закрепился в основном составе и регулярно выходил на поле. Летом 2016 года сыграл 2 матча в лиге Европы.
30 мая 2014 впервые выступил за сборную до 19 лет в матче со сверстниками из Исландии. Впоследствии сыграл за эту сборную ещё 3 матча.
14 февраля 2020 года был отдан в аренду в «Ахмат» с правом выкупа. 3 июля клуб выкупил трансфер игрока и подписал с ним долгосрочный контракт. 23 августа 2024 года продлил контракт с клубом до конца сезона 2026/27. 

## Достижения
«Партизан»
- Вице-чемпион Сербии: 2015/16
- Обладатель кубка Сербии: 2015/16

Личные
- В списке 33 лучших футболистов чемпионата России (1): № 2 — 1 раз: 2022/2023